# Hyloscirtus palmeri
Hyloscirtus palmeri es una especie de anfibios de la familia Hylidae.
Habita en Colombia, Costa Rica, Ecuador y Panamá.
Sus hábitats naturales incluyen bosques tropicales o subtropicales secos y a baja altitud, montanos secos y ríos. Está amenazada por la destrucción de su hábitat natural.